# Christine Nöstlinger
Christine Nöstlinger (ur. 13 października 1936 w Wiedniu, zm. 28 czerwca 2018 tamże) – austriacka pisarka, autorka książek dla dzieci, dziennikarka, reżyserka oraz scenarzystka radiowa i telewizyjna.
Studiowała grafikę na Akademii Sztuk Pięknych w Wiedniu. Otrzymała nagrody literackie: Mildred L. Batchelder Award (za powieść Konrad, Chłopiec z puszki), Friedrich- Bödecker-Preis, Nagrodę im. Hansa Christiana Andersena, Johann-Nestroy-Ring der Stadt Wien, Hans Czermak-Preis, Friedenspreis des österreichischen Buchhandels, Nagrodę Literacką im. Astrid Lindgren, La vache qui lit, Buchliebling Lifetime Award, Bruno-Kreisky-Preis, Wildweibchenpreis, dwukrotnie Deutscher Jugendliteraturpreis (w tym raz za powieść Gwiżdżemy na króla ogóra), czterokrotnie Österreichischer Kinder- und Jugendliteraturpreis oraz sześciokrotnie Kinder- und Jugendbuchpreis der Stadt Wien.
Jej powieści: Gwiżdżemy na króla ogóra, Konrad, Chłopiec z puszki, Gdzie jest Ilse?, Der Zwerg im Kopf, Rosa Riedl, Schutzgespenst, Die 3 Posträuber, Villa Henriette i Maikäfer flieg! doczekały się adaptacji filmowych.
W 2011 otrzymała Wielką Odznakę Honorową za Zasługi dla Republiki Austrii.
Była dwukrotnie zamężna, miała dwie córki.

## Dzieła
- Die feuerrote Friederike (1970; wydanie polskie 2016 Ognistoruda Fryderyka)
- Die 3 Posträuber (1971)
- Die Kinder aus dem Kinderkeller (1971)
- Mr. Bats Meisterstück oder Die total verjüngte Oma (1971)
- Ein Mann für Mama (1972; wydanie polskie 1989 Nowy mąż dla mamy)
- Wir pfeifen auf den Gurkenkönig (1972; wydanie polskie 2013 Gwiżdżemy na króla ogóra)
- Pit und Anna entdecken das Jahr, 3 Bde. (1972)
- Der schwarze Mann und der große Hund (1973)
- Der kleine Herr greift ein (1973)
- Simsalabim (1973)
- Maikäfer flieg! (1973)
- Iba de gaunz oaman Kinda (1974)
- Achtung! Vranek sieht ganz harmlos aus (1974)
- Der Spatz in der Hand und die Taube auf dem Dach (1974)
- Gugerells Hund (1974)
- Ilse Janda, 14 (1974; wydanie polskie 1988 Gdzie jest Ilse?)
- Konrad oder Das Kind aus der Konservenbüchse (1975; wydanie polskie 2005 Konrad, Chłopiec z puszki)
- Der liebe Herr Teufel (1975)
- Stundenplan (1975)
- Rüb-rüb-hurra (1975)
- Die verliebten Riesen (1976)
- Das Leben der Tomanis (1976)
- Das will Jenny haben (1977)
- Lollipoppp (1977)
- Der kleine Jo (1977, wraz z Bettina Anrich-Wölfel)
- Andreas oder Die unteren 7 Achtel des Eisbergs (1978)
- Die Geschichte von der Geschichte vom Pinguin (1978)
- Luki Live (1978)
- Der Rosa Schlüpfer (1979)
- Dschi-Dsche-i-Dschunior (1979)
- Gestapo ruft Moskau (1980)
- Einer (1980)
- Der Denker greift ein (1981)
- Rosalinde hat Gedanken im Kopf (1981)
- Pfui Spinne! (1981)
- Zwei Wochen im Mai (1981)
- Gretchen Sackmeier (1981)
- Das Austauschkind (1982)
- Dicke Didi, fetter Felix (1982)
- Iba de gaunz oaman Fraun (1982)
- Ein Kater ist kein Sofakissen (1982)
- Jokel, Jula und Jericho (1983)
- Anatol und die Wurschtelfrau (1983)
- Gretchen hat Hänschen-Kummer (1983)
- Hugo, das Kind in den besten Jahren (1983)
- Jokel, Jula und Jericho (1983)
- Am Montag ist alles ganz anders (1984)
- Liebe Susi! Lieber Paul! (1984)
- Olfi Obermeier und der Ödipus (1984)
- Die grüne Warzenbraut (1984)
- Prinz Ring (1984)
- Jakob auf der Bohnenleiter (1984)
- Vogelscheuchen (1984)
- Der Wauga (1985)
- Haushaltsschnecken leben länger (1985)
- Liebe Oma, Deine Susi (1985)
- Geschichten für Kinder in den besten Jahren (1986)
- Man nennt mich Ameisenbär (1986)
- Der Bohnen-Jim (1986)
- Der geheime Großvater (1986)
- Oh, du Hölle (1986)
- Susis geheimes Tagebuch (1986)
- Iba den gaunz oaman Mauna (1987)
- Der Hund kommt! (1987)
- Wetti & Babs (1987)
- Werter Nachwuchs! Die nie geschriebenen Briefe der Emma K., 75. 1. Teil (1988)
- Der neue Pinocchio (1988)
- Echt Susi (1988)
- Gretchen, mein Mädchen (1988)
- Der Zwerg im Kopf (1989)
- Einen Löffel für den Papa (1989)
- Sepp und Seppi (1989)
- Anna und die Wut (1990)
- Der gefrorene Prinz (1990)
- Klicketick (1990)
- Mein Tagebuch (1990)
- Manchmal möchte ich ein Single sein (1990)
- Nagle einen Pudding an die Wand! (1991)
- Eine mächtige Liebe (1991)
- Sowieso und überhaupt (1991)
- Wie ein Ei dem anderen (1991)
- Ein und alles (1992)
- Spürnase Jakob Nachbarkind (1992)
- Salut für Mama (1992)
- Liebe Tochter, werter Sohn. Die nie geschriebenen Briefe der Emma K., 75. 2. Teil (1992)
- Susis geheimes Tagebuch/Pauls geheimes Tagebuch (1993)
- Einen Vater hab ich auch (1993)
- Management by Mama (1994)
- Der TV-Karl (1995)
- Mama mia (1995)
- Von weißen Elefanten und den roten Luftballons (1995)
- Villa Henriette (1996)
- Iba de gaunz oaman Leit (1996)
- Mein Gegenteil (1996)
- Bonsai (1997)
- Willi und die Angst (1999)
- ABC für Grossmütter (1999)
- Küchen-ABC: von A wie „Arbeit antun” bis Z wie „zaubern” (2003)
- Lillis Supercoup (2004)
- Pudding-Pauli rührt um (2009)
- Die Sache mit dem Gruselwusel (2009; wydanie polskie 2012 Mały Duszek Wierciuszek)
- Pudding-Pauli deckt auf (2010)
- Lumpenloretta (2010; wydanie polskie 2014 Lumpetta)
- Pudding-Pauli serviert ab (2011)

Seria Geschichten vom Franz
- Geschichten vom Franz
- Neues vom Franz
- Schulgeschichten vom Franz
- Feriengeschichten vom Franz
- Neue Schulgeschichten vom Franz
- Krankengeschichten vom Franz
- Liebesgeschichten vom Franz
- Weihnachtsgeschichten vom Franz
- Fernsehgeschichten vom Franz
- Babygeschichten vom Franz
- Opageschichten vom Franz
- Hundegeschichten vom Franz
- Fußballgeschichten vom Franz
- Pferdegeschichten vom Franz
- Quatschgeschichten vom Franz
- Neue Fußballgeschichten vom Franz
- Allerhand vom Franz
- Franz auf Klassenfahrt
- Detektivgeschichten vom Franz
- Freundschaftsgeschichten vom Franz

Seria Mini
- Mini trifft den Weihnachtsmann
- Mini fährt ans Meer
- Mini muss in die Schule
- Mini und Mauz
- Mini wird zum Meier
- Mini ist die Größte
- Mini als Hausfrau
- Mini bekommt einen Opa
- Mini muss Schi fahren
- Mini erlebt einen Krimi
- Mini ist kein Angsthase
- Mini ist verliebt
- Mini feiert Geburtstag
- Mini unter Verdacht

Seria Dani Dachs
- Dani Dachs will eine rote Kappe
- Dani Dachs will sich wehren
- Dani Dachs hat Monster-Angst
- Dani Dachs holt Blumen für Mama